# RasMol

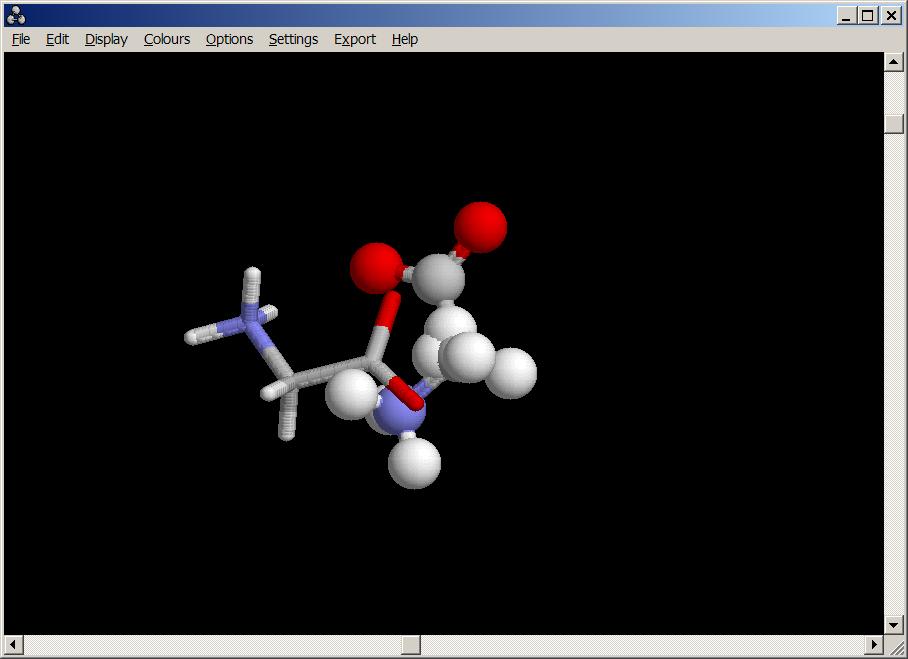

RasMol es un programa de computadora escrito principalmente para visualizar gráficos moleculares. RasMol se utiliza principalmente para representar y explorar estructuras de macromoléculas biológicas, como las que se encuentran en el Banco de Datos de Proteínas (PDB por sus siglas en inglés).Roger Sayle desarrolló el programa a inicios de los años noventa.
Históricamente, fue una herramienta importante para los biólogos moleculares ya que el programa, al ser extremadamente optimizado, permitía correr el software en computadoras personales que fueran modestamente potentes para aquel entonces. El software que existía antes de RasMol, requería de estaciones de trabajo que, debido a su costo, eran menos accesibles para los becarios. RasMol se ha convertido en una herramienta educativa importante y continúa siendo una herramienta importante para la investigación de la biología estructural.
RasMol tiene una historia compleja de versiones. Empezando con las versiones de la serie 2.7, RasMol ha tenido una licencia dual (GPL o licencia a la medida RASLIC).
RasMol tiene un lenguaje informático para seleccionar ciertas cadenas de proteína, o cambiar colores etc.. Jmol y Sirius han incorporado a sus órdenes el lenguaje de RasMol.
Los miembros del Banco Mundial de Datos de Proteínas (wwPDB) pueden descargar los archivos del Banco de Datos de Proteínas para visualizarlos. Estos archivos han sido compilados por investigadores quienes caracterizaron la estructura de moléculas por medio de cristalografía de rayos X, espectroscopia mediante resonancia magnética nuclear de proteínas (NMR)  o criomicroscopía electrónica.

## Comunicación entre procesos
En plataformas UNIX Rasmol puede comunicarse con otros programas vía Tcl/Tk. Por otra parte en Microsoft Windows, utiliza Intercambio de Datos Dinámico (DDE).
- Programa de alineación múltiple. La clase Java responsable puede ser utilizada libremente en otras aplicaciones.